# Якаґе

34°37′40″ пн. ш. 133°35′14″ сх. д. / 34.62778° пн. ш. 133.58722° сх. д.
Якаґе (яп. 矢掛町) — містечко в Японії, в повіті Ода префектури Окаяма.